# 乾隆御碑 (微山县)
乾隆御碑位于山东省济宁市微山县韩庄镇，是全国重点文物保护单位——大运河的子项之一。
韩庄镇所在为微山湖出水口。清朝乾隆年间，金乡县、鱼台县因微山湖泛滥被淹。乾隆二十九年（1764年）春，山東巡撫崔應階向朝廷请求治理微山湖下游。兆惠受命协助会勘。当时，为加大微山湖泄水流量，清廷在原湖口闸北又建新闸，后称“湖口双闸”。
乾隆三十年（1765年）三月，乾隆帝第四次南巡回京，驻跸韩庄，作《韩庄闸》诗两首。《四庫全書》收录两首诗。乾隆帝亲书其中的一首刻于石碑之上，用以留念。当地俗称此碑为乾隆御碑，又因立于韩庄大王庙前，称大王庙前碑。韩庄大王庙本是湖神庙，位于今韩庄镇二街村西南、运河口北。后，庙毁碑失。
1998年，乾隆御碑再现，已断成三段。碑文中的诗句与《四庫全書》所载一字不差。碑文如下：“韩庄实泻微湖水，筹和金鱼闸建新。济运利农期两益，每因触景忆贤臣。”诗后署“己酉暮春下浣”、“乾隆宝翰”满汉玉玺两方。2007年时，乾隆御碑保存在白天鹅水泥厂内。后经修复，暂立于韩庄镇二街村文化大院内。
2012年11月，以乾隆御碑之名列入第四批济宁市文物保护单位，类别为石刻，时代为清，编号：Ⅳ-117-4。2013年10月，以韩庄乾隆御碑之名，列入第四批山东省文物保护单位，分类为大运河，编号：5684-568-6-011。其它资料显示，2006年时，已以乾隆御碑之名列为第六批全国重点文物保护单位——京杭大运河（已合并为大运河）在山东省济宁市的子项:33。